# Marco Aurélio Morais dos Santos
Marco Aurélio Morais dos Santos, mais conhecido como Dida (6 de outubro de 1965), é um comentarista esportivo e ex-futebolista brasileiro que atuava como lateral-esquerdo. Atualmente é comentarista do Premiere Futebol Clube e da rede RPC em Curitiba, afiliada da Rede Globo.

Nasceu na rua Freire Alemão, Vila Oficinas, na cidade de Ponta Grossa, Paraná, a poucos metros da sede do tradicional Operário Ferroviário Esporte Clube, onde seu pai, Manoel Morais dos Santos (1943-1988), ex-futebolista conhecido como Manoelito, atuava profissionalmente, e no clube deu seus primeiros passos como atleta aspirante.

## Carreira
Iniciou sua carreira profissional no Colorado, clube que mais tarde se fundiria com o Pinheiros, para dar origem ao Paraná Clube.

Foi o lateral-esquerdo titular do Campeonato Brasileiro de 1985 pelo Coritiba, do Campeonato Paranaense de 1986 pelo Coritiba e do Campeonato Paulista de Futebol de 1988 pelo Corinthians.

Teve ainda passagens por Palmeiras, Flamengo, Grêmio, Cerro Porteño, XV de Jaú, Ponte Preta e Pensacola, onde encerrou a carreira em 1998.

## Seleção brasileira
Foi destaque na conquista do Bi-campeonato Mundial sub-20 de 1985.

Esteve no grupo que realizou a campanha preparatória para a Copa do Mundo de 1986, mas foi preterido na lista final pelo técnico Telê Santana que optou pelos laterais esquerdos Júnior e Branco.

## Títulos
Coritiba
- Campeonato Brasileiro de Futebol de 1985[1]
- Campeonato Paranaense de Futebol de 1986

Corinthians
- Campeonato Paulista de Futebol de 1988[2]

Seleção Brasileira Sub-20
- Campeonato Mundial de Futebol Sub-20 de 1985